# Густавсон Гаврило Гаврилович
Гаври́ло Гаври́лович Густавсо́н (нар. 22 грудня 1842 (3 січня 1843), Санкт-Петербург — 13 (26) квітня 1908, Санкт-Петербург) — російський хімік-органік. Член-кореспондент Петербурзької академії наук (1894).

## Біографія
1865 року закінчив природничий факультет Петербурзького університету. Учень Дмитра Івановича Менделєєва та Олександра Михайловича Бутлерова.
У 1865—1875 роках працював лаборантом на кафедрі технічної хімії Петербурзького університету, у 1869—1875 роках був асистентом Олександра Бутлерова.
Магістерська дисертація (Санкт-Петербург, 1873) «Спроба дослідження реацій взаємного обміну без води» («Опыт исследования реакций взаимного обмена в отсутствие воды»). Докторська дисертація (Москва, 1883) «Органічні сполуки в їхніх відношеннях до галоїдних солей алюмінію» («Органические соединения в их отношениях к галоидным солям алюминия»).
У 1875—1890 роках був професором кафедри органічної та агрономічної хімії в Петровській рільничій і лісовій академії в Москві. Серед учнів Іван Іванович Білецький.
У 1892—1900 роках читав лекції з органічної хімії на Вищих жіночих курсах у Санкт-Петербурзі.

## Наукова діяльність
Основні наукові дослідження Густавсона стосуються органічної хімії та загальної хімії.
Вивчав реакції подвійного обміну кисню на галогени між вищими оксидами бору, сірки та фосфору та галогенідами тих самих елементів без води, а також між чотирихлористим і чотирибромистим вуглецем і бромистими сполуками бору, кремнію та фосфору. 1873 року з'ясував, що при збільшенні атомної маси елемента в його хлористій сполуці збільшується кількість атомів хлору, що заміщуються на бром, і, навпаки, при збільшенні атомної маси елемента в його бромистій сполуці зменшується кількість атомів брому, що заміщуються на хлор.
1877 року встановив каталітичну дію галогенідів алюмінію при бромуванні ароматичних вуглеводнів, ізомеризації та крекінгу ациклічних вуглеводнів. 1877 року також відкрив нестійкі комплексні сполуки галоїдних солей алюмінію з різними вуглеводнями, які мають каталітичні властивості (ферменти Густавсона).
Встановив утворення проміжних комплексних металоорганічних сполук при каталітичному алкілуванні (реакція Фріделя — Крафтса).
1887 року дією цинку на 1,3-дибромпропан отримав циклопропан, а потім у той самий спосіб — похідні циклопропану.
На основі тетраброміду пентаеретриту отримав речовину (вуглеводень Густавсона), яка тривалий час вивчалася провідними хіміками та виявилася сумішшю метилциклобутена з метиленциклобутаном.
1888 року спільно з Миколою Яковичем Дем'яновим запропонував спосіб отримання алену.

## Праці
- Действие бромистого алюминия на этилен и бромюры предельных спиртов // Журнал Русского физико-химического общества. Часть химическая. — 1884. — Т. 16. — Выпуск 2.
- Реакция цинковой пыли и спирта на бромюр пентаэритрита // Журнал Русского физико-химического общества. Часть химическая. — 1898. — Т. 30. — Выпуск 2.
- Винилтриметилен // Известия Академии наук. — 1896. — Т. 5. — № 3.
- Двадцать лекций агрономической химии. — 2-ое издание. — Москва — Ленинград, 1937.